# Романтизам
Романтизам је културни и политички покрет који је настао у Британији и Немачкој крајем 18. века, као реакција на рационализам и неокласицизам у ком се потенцирају осећања и слобода индивидуе у супротности са традицијом неокласицизма који потенцира подвргавање осећања и слобода стереотипима. Будући да је романтизам посебан начин осећања и схватања природе, јављају се различите тенденције у свакој од земаља на коју се покрет ширио и у којој се развијао. Уметнички израз романтизма је обухватао практично све уметности. 
Почеци романтизма се налазе већ у делима Јулија или Нова Хелоиза и Исповести Жан Жак Русоа (1712—1778). Нова Хелоиза представља изразит пример љубавног романа чија је главна одлика осећајност. 
За српску романтичарску књижевност карактеристично је да је она израсла на темељима богате усмене традиције. То је видљиво у Горском вијенцу Петра П. Његоша, иако је он написан у виду драме и код Бранка Радичевића који је у својој лирској поезији и у поеми Ђачки растанак близак народном ствараоцу.
Јавља се проблем јединствене дефиниције појма романтичарског феномена - романтизам није настао истовремено у свим земљама, нити из истих побуда; није био искључиво књижевни или културни феномен; нити је друштвена, политичка, културна и књижевна ситуација у свим земљама у време његовог настанка била истоветна.
Романтизам је настао из нагомилане емоционалне и интелектуалне енергије, али није донео готов програм 
- не јавља се као формулисана књижевна и естетичка самосвест, која публици саопштава само резултате свог лабораторијског експериментисања, већ непосредно износи у јавност сам процес експериментисања песничким феноменом и његовом самосвешћу. Такође, романтизам је прошао кроз низ промена и у субјективној свести својих представника.

## Романтизам у књижевности
Романтизам у књижевности (према француском ‘le romantisme’) или романтика (према немачком ‘die Romantik’) као књижевноисторијски типолошки појам у науци о књижевности означава књижевни метод, правац и стилску формацију.
Романтизам као књижевни метод (ванвремена категорија коју чини комплекс поступака, изражајних средстава и уметничких афинитета) који се јавља у свим књижевностима од антике до данас као супротност класицистичком методу, означава књижевност која својим предметом сматра свет човекових осећања, даје предност ирационалном у односно на рационално, надахнуће тражи у далекој прошлости, посебно у средњем веку, и развија интересовање за усмено стваралаштво властитог и других народа који су били ван западноевропског културног круга.
Оваква схватања књижевности довела су до стварања књижевног правца најпре у западноевропским књижевностима (немачка, француска, енглеска књижевност), постепено захватајући књижевности народа који су у то време развијали националну свест.
Романтизам као књижевни правац јавља се у западноевропској књижевности крајем 18. века и преовлађује током прве три деценије 19. века. Развијао се као супротност класицизму.

## Одлике романтизма
Романтизам је пре свега лирска књижевност у којој песник изражава себе, своју личност и своја осећања. Она је у функцији изражавања лирског субјекта. Изражавању песникове личности подређен је и пејзаж. Слике природе прате, односно у функцији су експресије осећања лирског субјекта. Поред тога романтичарско стваралаштво одликује музикалност стихова, хиперболизација осећања, немотивисаност збивања, фрагментарност структуре, романтичарска иронија, хибридност књижевних врста. За романтизам је карактеристичан жанровски синкретизам.
Класицизам инсистира на строго прописаним жанровским канонима и незамисливо је одступање од њих.
Романтизам означава побуну против таквих стега стварајући нове облике и нарушавајући устаљену структуру књижевних родова и жанрова. Драма се ослобађа од класицистичких норми (правило о три јединства), развија се лирско-епски спев. Доминирају кратке песничке форме. У прози се подстиче стварање новог типа романа – сентименталистичког, чија је основна тема љубав. У драмским жанровима долази до модификација у правцу национално-романтичних драма које су по основном тону казивања трагедије. У њима се преплићу две теме - патриотизам и љубав.
Романтичарски песник гаји илузију да је титан и да може променити свет, али кад сазна колико је свет око њега обичан и не може да га прати у његовој титанској надмоћи, романтичарски песник пореди своју судбину са Прометејевом, а своју мисију са прометејском. Романтичарски песник жели да људима подари нови принцип наде. Из доживљаја романтичарског песника као бога на земљи јавља се још један битан поетички принцип романтичарска иронија.
Представници: Јохан Волфганг фон Гете, Новалис, Вилијам Блејк, Џорџ Гордон Бајрон, Виктор Иго.
Код јужнословенских народа појам романтично се доводи у везу са програмима буђења националне и политичке свести у првој половини 19. века, и са оријентацијом на усмену књижевност која се везује за појам народног и народности.
У типолошке одлике српског романтизма спадају: конституисање књижевног језика, окренутост народној књижевности, наглашено национално и историјско осећање, анахроно мешање стилских праваца, иновативност књижевних жанрова.
Према периодизацији Историје нове српске књижевности Јована Скерлића, романтизам у српској књижевности обухвата период од 1848. до 1870.
У Историји српске књижевности Јована Деретића, романтизам у српској књижевности пролази кроз два периода: 
- Бранково доба – српски романтизам четрдесетих година;
- Омладинско доба – српски романтизам шездесетих година, Змај, Јакшић, Лаза Костић.

Миодраг Поповић сматра да у српској књижевности постоје два типа романтизма: 
- патријархално-херојски и
- грађанско-демократски.

Представници српског романтизма: Бранко Радичевић, Петар II Петровић Његош, Јован Јовановић Змај, Ђура Јакшић, Лаза Костић.

## Теорије и дефиниције романтизма
Фридрих Шлегел истиче да је Дантеова пророчка поема - систем трансценденталне поезије, још увек највиши у својој врсти. Шекспиров универзалитет - право средиште романтичне уметности. Гетеова поетична поезија - најсавршенија поезија поезије.
Шлегел још увек не дефинише романтизам као посебан и нов квалитет, него као комбинацију већ постојећег - као избор у оквиру традиције, који се ослања на извесне квалитете романтичарског приступа песничком феномену, као што су склоност ка теоријском приступу стварима (зато Данте), или захтев да се појединачно схвати као пројекција општег (Шекспир).
Шлегел је дао једну од најважнијих дефиниција романтике, истичући њену динамичну суштину и тежњу за тоталном формом: Романтична поезија је прогресивна универзална поезија. Њена сврха није само у томе да поново уједини све раздвојене родове поезије и да доведе у везу поезију са филозофијом и реториком. Она хоће и треба да помеша и стопи поезију са прозом, творачку снагу са критичком, уметничку поезију са природном поезијом; да поезију учини живом и друштвеном, а живот и друштво поетичним, и да форме уметности испуни и заштити материјалом погодним за образовање сваке врсте, оживљавајући га трепетањем хумора.
Август Вилхелм Шлегел томе додаје и емотивну устремљеност романтике ка нечему недокучивом и неухватљивом: Поезија старих је била поезија поседовања, наша поезија је поезија чежње. Док њихова стоји чврсто на тлу садашњице, наша се њише између сећања и слутњи.
Романтика се тако дефинише као процес вечите и незаустављиве креације. Истиче се слобода имагинације као основна компонента стварања, избегава се могућност непосредног притиска објективне материјалне стварности на субјекат, који постаје средиште непрекидне стваралачке еманације.
Жан Пол Рихтер доживљава поезију као непрекидни стваралачки процес: Романтично је лепо без ограничења... лепо бескрајно... таласаво одбројавање струје или звона. Представа песничког феномена која спречава његово омеђивање и у односу на саму стварност; песнички феномен се непрестано уткива у стварност, и указује се на субјекат као на извор поетизације.
Новалис каже да - Романтизовати значи баналном дати узвишен смисао; уобичајеном непознати изглед; познатом достојанство непознатог; коначном привид бесконачног. Захтев за искључењем из средине која угрожава поетичне и идеално устремљене духове, и потреба да се потре сурова и несавладива стварност, преображени у поетску чежњу ка једном флуидном, растапајућем стању.
Жан Пол Рихтер је са том чежњом спојио музички доживљај као њен најсигурнији и најадекватнији медијум.
Пушкин сматра да се под општим појмом романтизма подразумевају дела која на себи носе печат сете или сањалаштва.
Кажмир Бродински истиче прошлост, све што подсећа на невиност, слободу, занос витешких времена; а као одлику романтике подвлачи пријатну тугу која може да пробуди само осећање успомена и чежње.
П. Б. Шели: Песништво подиже копрену са скривене лепоте света и чини да обичне ствари постају као да нису обичне.
Шатобријан истиче необичност, тајанственост, непознатост као естетски елемент допадљивости, и сматра да је природа у свом тоталитету, као васиона, модел законитости које важе и за уметничку креацију.
У овом романтичарском елементу постоји трострука тенденција:
1. поништавање сваке фиксације креативног процеса, односно претварање поезије у стални динамички процес;
2. потреба за сливањем прошлог, садашњег и будућег у једно, односно поништавање времена;
3. тежња за бескрајним, бесконачним.

Фридрих Шлегел истиче и да је романтична поезија још у постајању; заправо, њена права суштина је у томе што она вечно може само да постаје а никада не може да се сврши.
Из тог појма бескрајног, као најважније, суштинске квалификације, рађа се и уобличава појам слободе поезије и појам слободе субјекта као њеног носиоца: једнино је она бескрајна, као што је једино она слободна, и као свој први закон признаје да самовоља песника не трпи никакве законе над собом.
Шлегел је поезију, од одређене естетичке категорије, претворио у динамично стање духа, у расположење које се бескрајно уздиже изнад свега условљеног, па и изнад сопствене уметности. Уметнички акт је уздигнут изнад субјекта као свог креативног носиоца. Поезија као стање духа негира своју сопствену сублимацију као ограничену творевину своје неограничене продуктивне моћи. Стварање је бесконачна и незаустављива делатност која може да се испољи једино у завршеним, заустављеним, коначним или окончаним облицима.
Романтичарска теорија фрагмената је савршена затвореност у незатвореном. Потиче од романтичарске концепције о бескрајности креације као такве. Фрагмент је истовремено и затворен у себе, сам себи довољан, један мисаони свет склопљен над целином смисла, али истовремено отворен за даља стваралачка дограђивања и асоцијације.
П. Б. Шели дефинише поезију као незаустављив креативан процес - елемент екстемпоралности, или временитог сажимања категорија у јединствен темпорални доживљај: Ми гледамо свет испред и иза себе/и чезнемо за оним што још није...
Сврха песничке динамичности је у превазилажењу чулних ограничења стварности. Ново схватање модела и креације, које одбацује вулгарно-имитативну пројекцију, а машту чини врховним инспиратором и моделатором утисака које субјекат прима од ствар.
Романтичарска поетика је дефинисана као јединство две супротности - Новалис: Уметност на пријатан начин учинити чудном, један предмет учинити стварним, а ипак познатим и привлачним - то је романтичарска поетика.

## Музика у романтизму
Музички романтизам се најчешће дели на два периода: рани и позни, међутим поједини аутори наводе и тзв. средњи период, најчешће називан „зрелим романтизмом“.
Упливи романтизма у музику назиру се већ у Бетовеновом средњем опусу, иако га сматрамо једним од „Бечких класичара“, док се већина историчара музике слаже да су композиције његовог завршног опуса већ апсолутно романтичарске: примери за то су његова Девета симфонија, која је квантитативно обимнија, не само од било које симфоније преостале двојице Бечких класичара (Хајдн и Моцарт), већ је Бетовен тиме надмашио и све претходне сопствене симфоније. 
Са квалитативне стране, сви облици су већ код овог композитора почели да еволуирају: сонатни облик се de facto увек јавља са одређеним изузецима: увод, до тада јако ретка појава испред прве теме, добио је значајне димензије, те се развио у значајан облик, који врло често надмашује чак и цео остатак експозиције. Развојни део, који се код Моцарта, а нарочито код Хајдна некада састојао и од свега неколико тактова, постао је изузетно дуг. Многобројни изузеци, нарочито на тоналном плану, постали су чести и у репризи. Начини промене тоналитета су постали веома раширени: до тада класична дијатонска модулација, све чешће уступа место хроматској, енхармонској, па и тоналном скоку.
Симфонијске трансформације, које је отпочео Бетовен, настављају и рани романтичарски композитори. Ставови често одступају од уобичајених конвенција: дешава се да први став буде у лаганом темпу, други у сонатном облику, неретко чак и да су сви сонатни облици, „атака“ спојени у једну дугу целину.
Класичарски симфонијски оркестар наставља да еволуира: од двојног састава (дрвених дувачких инструмената), он најпре постаје проширени двојни, тромбони и хорне се устаљују као стални оркестарски инструменти, такође и тимпани, а често и харфа улази из оперског у симфонијски оркестар.
Хронолошки први потпуно романтичарски композитор јесте Франц Шуберт, који се, ипак, још доста ослања на класичарску традицију, те тек пред крај живота сустиже Бетовенов допринос. Требало би, ипак, знати да је Шуберт умро свега годину дана након Бетовена- 1828. године. Захваљујући његовим савременицима, а потом и наследницима- Менделсону и Шуману, његов, за живота неприметан, опус доживљава ревитализацију деценију након његове смрти.
Феликс Менделсон, немачки композитор, чији допринос музици се пре свега огледа у открићу потпуно заборављеног Баховог, продубљује облик романтичарске симфоније („Шкотска“, „Италијанска“), а иако пијаниста, оставља значајан траг и у музици за друге инструменте (Концерт за виолину и оркестар е-мол). Роберт Шуман, такође Немац, Менделсонов савременик и пријатељ, такође оставља значајан траг у симфонијској музици, али и у клавирском стваралаштву. Даје подстрек младом Брамсу за даље бављење компоновањем.
Хектор Берлиоз, француски композитор, оставља траг у оркестарској музици, пре свега својим симфонијама („Фантастична“), програмским симфонијама и симфонијским поемама. Први уводи „фикс идеју“ као мотивски елемент који прожима све ставове.
Средина века припада великим клавирским композиторима и извођачима: Пољаку Фредерику Шопену и Мађару Францу Листу, који су се прославили веома виртуозним концертирањем на клавиру, те великим бројем исто тако виртуозних композиција за овај инструмент.
Фредерик Шопен, након неуспелог устанка у Пољској, сели се у Париз, где наставља своје музичко образовање. Ако изузмемо неколицину соло-песама, и симболичан број транскрипција за друге инструменте, овај композитор је свој живот посветио клавирској музици: велики број ноктурна, етида, емпромптија, мазурки... само су неке од композиција, али треба поменути и два, не толико успешна, клавирска концерта.
Франц Лист, Шопенов велики пријатељ, али и конкуренција, први део свог стваралаштва је посветио искључиво клавирској музици, када настају „Мађарске рапсодије“, сонате и концерти; међутим након ломова у увек немирном приватном животу, престаје да компонује за клавир, и посвећује се хору и оркестру. Након деценијске паузе 60-их година, када је био монах, Лист се вратио музици пишући и музику за клавир, и музику за оркестар, као и концертирајући. Најзначајније дело из овог периода је Клавирски концерт у х-мол-у.
Савременик свих раних романтичара, али и њихов следбеник, јесте италијански оперски композитор Ђузепе Верди. Након што је пропао као пијаниста и оргуљаш, Верди се посветио изучавању оперске технике, те је са преко тридесет опера, избацивши заостале негативне елементе из ње, коначно решио велику кризу опере серије, која је отпочела још у бароку. Неке од најзначајнијих опера јесу „Травијата“, „Набуко“, „Риголето“, „Трубадур“ и „Аида“. Није прихватио Вагнерову реформу, али је усвојио неке њене елементе.
Вердијев савременик, Листов истомишљеник, а касније и зет, велики немачки оперски композитор Рихард Вагнер од ране младости проучава оперу и позориште уопште. Својим операма, понудио је до тада незамисливо решење: спајање свих нумера (призора) у једну целину, те претварање опере у „музичку драму“, најсавршеније уметничко дело које у себе укључује све уметности. Сам је писао либрета. Поред неколико ранијих, пре-реформских, Вагнер је најзначајнији по оперској кватрологији „Прстен Нибелунга“, у којој је спојио елементе своје реформе са германском митологијом. Поред овога, Вагнер је свој хармонски језик толико развио, да се коначно, по први пут, губио осећај тоналности. Развија „берлиозовску“ фикс идеју, која сада постаје израженија, те се назива лајт мотив.
Са Вагнером, коначно се окончава период раног (и зрелог) музичког романтизма, те отпочиње даљи развој и разгранавање стила: на једној страни, појављују се представници апсолутне музике, углавном везани за Беч: Јоханес Брамс, Антон Брукнер, Густав Малер, Француз Сезар Франк, те Немац Рихард Штраус.
Јоханес Брамс је оставио дубок траг, пре свега, у клавирској музици, међутим, за разлику од раних романтичара, он више од полетног виртуозитета практикује јасну акордику. Написао је и неколико вокално-инструменталних дела. Антон Брукнер је значајан као симфонијски и камерни композитор.
Густав Малер је значајан, пре свега, по раду на симфонијама. Иако их је написао само девет, њима, у неким елементима, удара темеље експресионизма, док се у некима, нико не надовезује на њега. Једина типична романтичарска симфонија јесте прва, док у осталима постоје енормни изузеци. Треба навести само Пету, коју многи сматрају првом икада амбијенталном композицијом, као и „Симфонију хиљада“, где оркестар добија енормне размере, те се ово дело може изводити само у малом броју великих сала: корпус чини проширени четворни састав оркестра, са харфом, два клавира, оргуљама, чембалом, поштанским рогом, гитарама, два хора и једним дечјим хором!
Сезар Франк је такође значајан по симфонијама, али и по једној инвенцији, коју ће касније многи наставити: јасно мотивско повезивање различитих ставова, што значи да је један мотив заједнички свим ставовима, као фикс идеја. Рихард Штраус, по многим коментарима, последњи романтичарски композитор, због тога што је умро тек 1949. године, у многим елементима закорачивши у експресионизам, истакао се радом на симфонијама („Алпска“), операма („Салома“) и камерним делима („метаморфозе“).
Истовремено, па чак и пре ове групе композитора, у уметнички и политички несамосталним земљама, долази до формирања националних школа: то се пре свега односи на Русију, Чешку, Скандинавију, па и Србију.
Развој националне школе у Русији почиње још у првој половини 19. века, са Михаилом Ивановичем Глинком, који је први убацио националне елементе у музику. Најзначајнији је по опери „Живот за Цара“. Њега следе чланови тзв. „Руске петорке“, махом аматери, Цезар Кјуј, Милиј Балакирјев, Александар Бородин, Модест Мусоргски и Николај Римски-Корсаков. Прва двојица су се више бавили теоријом и идејама. Бородин се истакао као велики хемичар, а написао је оперу „Кнез Игор“. По многима највећи геније у групи, Модест Мусоргски, никада није савладао неке техничке препреке у композиционој техници. Ипак, то га није спречило да напише широк спектар махом програмских дела, међу којима циклус „Слике са изложбе“ и поему „Ноћ на голом брду“. Николај Римски Корсаков се једини доцније образовао, а истакао се по симфонијама, симфонијске поеме и клавирске минијатуре („Бумбаров лет“). Паралелно са овом групом, ретко сарађујући са њима, а опет користећи и елементе руске народне музике и апсолутних композиција, ствара највећи руски романтичарски композитор Петар Иљич Чајковски. Значајан по огромном опусу, са шест симфонија, неколико балета, циклусу „Годишња доба“ за клавир и многим другим.
Чешки романтизам репрезентују двојица композитора: Беджих Сметана и Антоњин Дворжак. Сметана је први употребио елементе чешке народне музике у својим многобројним оркестарским композицијама, међу којима се истиче поема „Влтава“. Антоњин Дворжак се није толико бавио поемама и програмском музиком, али се кроз хармонски језик његових симфонија, примећује призвук чешког мелоса.
У скандинавским земљама, музичари 19. века су се махом образовали у Немачкој. Иако такође тамо образован, Норвежанин Едвард Григ компонује искључиво користећи фолклорне мелодије своје земље. Најзначајније дело које је написао је митологијом инспирисана оркестарска свита „Пер Гинт“. Финац Жан Сибелијус никада није користио народне елементе, али је ипак зачетник финске националне школе. Његово значајно дело је свита „Финландија“.
Романтизам у музици почео је да се разводњава крајем 19. века појавом импресионизма код Клода Дебисија и његових следбеника. Многи други композитори су временом утонули у модернистичке стилове, користећи још као романтичари њихове елементе (експресионизам). Схватање романтизма на један другачији, савременији начин, јавља се средином 20. века и назива се нео-романтизам.

## Сликарство романтизма
Романтизам се у већој мери појављује у сликарству и графици а мање у скулптури и архитектури. Изразито новаторски је био у сликарству и своје путеве води у негацију класицизма вредно студирање светла и боје и управо на то надовезује се сликарство каснијих епоха реализма и импресионизма.
Сликарство романтизма је нејединствено али се могу одредити неки заједнички чиниоци:
- Богати колорит
- Контрастна употреба светла и сенке
- Мекане модулације
- Динамичке композиције

Истиче се моменат значаја буржоазије и њеног стремљења за слободом и као супротно кретању у класицизму када се не даје значај пластици, пропорцији и чистоти обраде, већ у једној динамици кретањима и контрастима боја. Читав се низ уметника изражава на овај начин.
За претходника романтизма сматрамо Хајнрих Фислија (1741—1825. ). Шпанија је дала једног, али врло значајног представника ове уметности - Франциско Гоја (1741—1828. ), био је уметник великог замаха и антиципирао је сликарске правце који су се касније јавили, првенствено реализам. У Енглеској раде велики сликари пејзажисти Ричард Паркс Бонингтон (1802—1828), Семјуел Палмер (1805—1881. ), Џон Констебл (1776—1837) и Вилијам Тарнер (1775—1851. ) а у Француској Теодор Жерико (1791—1824. ) и Ежен Делакроа (1798—1863. ) у Немачкој Фридрих Овербек (1785—1881. ). Сликарска епоха романтизма је имала значајан утицај на савремено сликарство 20. века и првенствено на импресионизам.

## Архитектура романтизма
Није настала архитектура која би била карактеристична за доба романтизма и у овом добу као и скулптура она се заводи за преузимањем стилова из прошлости и плива у водама еклектицизма- историзујућим стиловима неоготике и неоренесансе и граде се замкови виле и палате.